# مرکز بین‌المللی نمایشگاهی بیروت

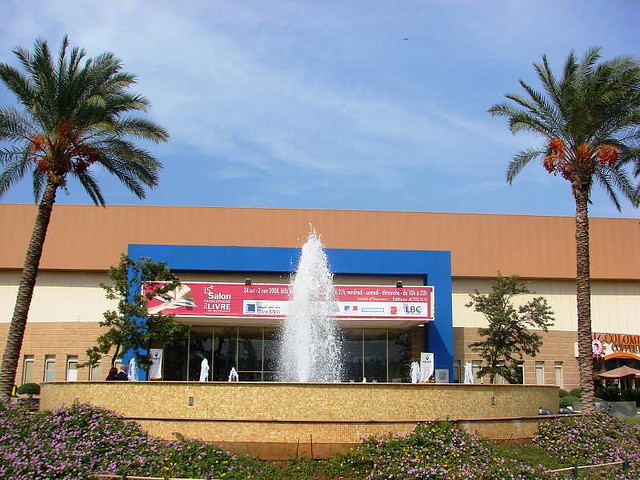
سالن فرانکوفیل بیال

مرکز بین‌المللی نمایشگاهی بیروت یا نمایشگاه بین‌المللی و مرکز اوقات فراغت بیروت (مختصر :BIEL) تأسیساتی چند منظوره بزرگ در مرکز شهر بیروت است. مجموعه‌های این تأسیسات شامل نمایشگاه‌ها سالن‌های کنفرانس و انجمن‌های موسیقی و کنسرت است.

## بازگشایی
بیال در ۲۸ تشرین الثانی/نوامبر ۲۰۰۱ بازگشایی شد.